# 近代学校教育制度
近代学校教育制度（きんだいがっこうきょういくせいど）とは、古代・中世の学校教育と比較して、公共・中立・義務を原則とする、近現代の学校制度を指す。

## 発祥
近代学校教育制度の原型は、16世紀後半のヨーロッパに見られる。当初は、学齢期を逸した青年が初等学校に入学するケースもあったが、就学率の向上と共に、教育する側が意図せずに、同学年は同年齢との原則が確立されていく。
中世における教育は、徒弟制度が主流であった。言語による意思疎通が可能になる7〜8歳から大人に混じって働き、職業技能だけを叩き込まれ、職業技能が一人前であると判定された時点で、大人扱いされた。労働現場の監督は、職業の先輩ではあっても、教育の専門家ではなかった。いったん労働現場に入れば、近現代の感覚では子供と見做される年齢でも、飲酒や恋愛が、自由とされた。
それに対し、17世紀の教育者たちは、子供として保護される時期の延長と、不道徳な大人から子供を引き離す作業に取り掛かった。不道徳の本質は、セックスのことだと断言してもいい。子供との性行為も、公然と行なわれていた中世の社会通念とは、相容れないものであったが、子供との性行為を是認する意見と否認する意見とが綱引きし、否認する意見が勝利して現在に至っている。

## 特徴
子供を理想化し、虚構が多い。

### 道徳的に完璧な空間
勿論、虚構である。その虚構を現実のものとしようとした場合、子供にとって大変息苦しい空間となる。学校化の過程とは、子供をこの空間に囲い込む過程であったと言ってもいいだろう。甚だしくは、不道徳な大人の影響を完全に排除するために、寄宿舎制度が取られることもあった。

### 学級制度
同年齢の子供を、同一学級に編成し、同一学級である以上友人である、との虚構の美徳を生み出す。学級には、道徳者であり、教育の専門家であり、全人格の体現者とされる学級担任が置かれ、学習面と生活面の面倒を見ることになる。

### 夢多き子供時代
1925年に発表されたハンガリーの児童文学「ほんとうの空色」では、主人公少年が、半ズボンを卒業し、夢多き子供時代から卒業するところで、物語を終えている。半ズボンという中世にはなかった子供服が開発され、教育を受ける必要性があるのは男子のみとの認識から、男子児童に対しては、「子供らしさの強制」とでも呼ぶべき事態が発生した。また、「夢多き子供時代」の虚構は、児童文学を通じて、伝播された。

## 日本への導入
通史については、学校を参照されたい。
日本での近代学校教育制度は、1872年（明治5年)の学制（明治5年太政官布告第214号）に始まる。
高度経済成長以前の日本では、農村でも都市でも、共同体が健在で、地域や職域で教育する機会が多かった。子供の世界は、ガキ大将を頂点とする異年齢集団で構成されており、子育ての悩みが発生しても、年輩者の知恵を拝借することが容易であった。
しかし、1970年代半ば以降、農村でも都市でも共同体が解体し、核家族化が進行した。友人は同級生を指すことになり、年輩者の知恵を拝借する機会も少なくなった。その穴埋めをするために、学校が利用され、従来家庭教育の領分とされたしつけまでもが、学校に要求されるようになった。
消費社会に突入し、子供に既製服を買い与える余裕が発生すると、殊更近代学校教育制度の理想を体現したような、子供服が流通するようになった。すなわち、半ズボン全盛期である。また、児童文学を原作とした実写ドラマ群が大量に制作され、学校とマスコミが両輪となって、「子供らしさの強制」を美徳として伝播した。戦前・戦中世代が、親としても、教員としても健在であったため、教育する側の権威が高かった。管理教育とも呼ばれる、理不尽な教育が行われることもあったが、大抵の子供や親は従った。
貧困を知らない世代が親になった1990年代以降、学校をサービス業と見なす傾向も発生した。学校選択制が、好例である。サービス業と見做された学校では、教育を受ける側の権利が強くなり、教育をする側の権威は、低くなっていった。「時代の流れ」として、学校もこれを受け入れた。学校選択制の下では、生き残りをかけて、教員たちの負担をさらに増やしている。学校の権威と、子供の権利が綱引きした結果、子供の権利が勝利し、社会通念が変化した。
情報化社会において、子供はかつての子供のままではないようである。1980年代後半以降、子供向けの主人公は、小学生から高校生に移行し、また、児童文学原作から漫画原作に移行し、若者をモデル化した、より商業色の強いものとなった。1990年代後半には、半ズボンも消滅し、私立小学校の制服のハーフパンツ化を見ても、近代学校教育制度発足以来の子供の在り方は、風前の灯となっている。